# Sindi

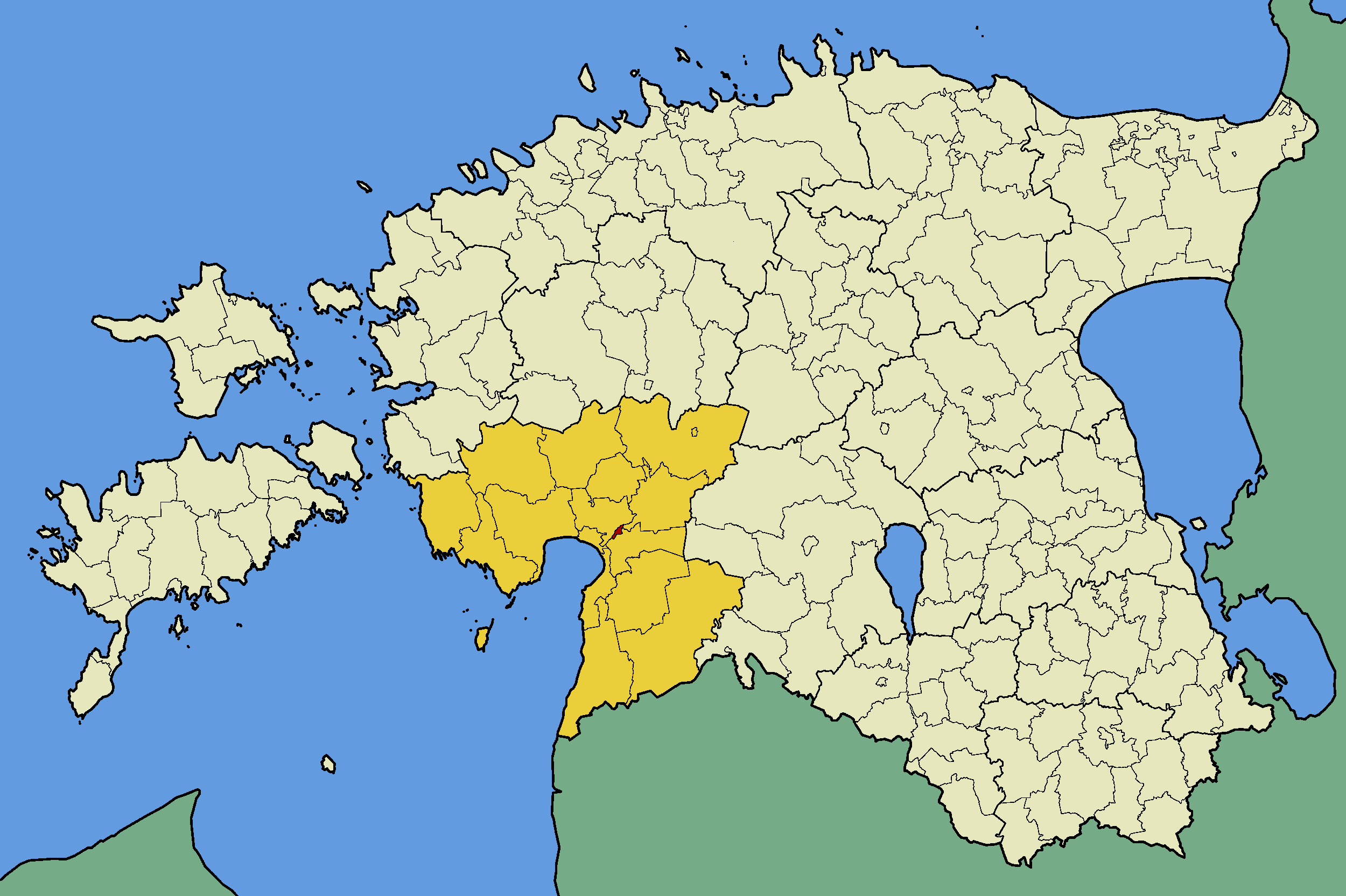
Ville de Sindi (en rouge) dans le Comté de Pärnu (en jaune).

Sindi est une ville du comté de Pärnu en Estonie.
qui s’étend sur 5,01 km2.
Sa population est de 4 049 habitants(01.01.2012).
Sindi est à 14 km du chef-lieu Pärnu. Elle est située sur la rive gauche du fleuve Pärnu, entre le fleuve et les marais de Lanksaare.

## Galerie

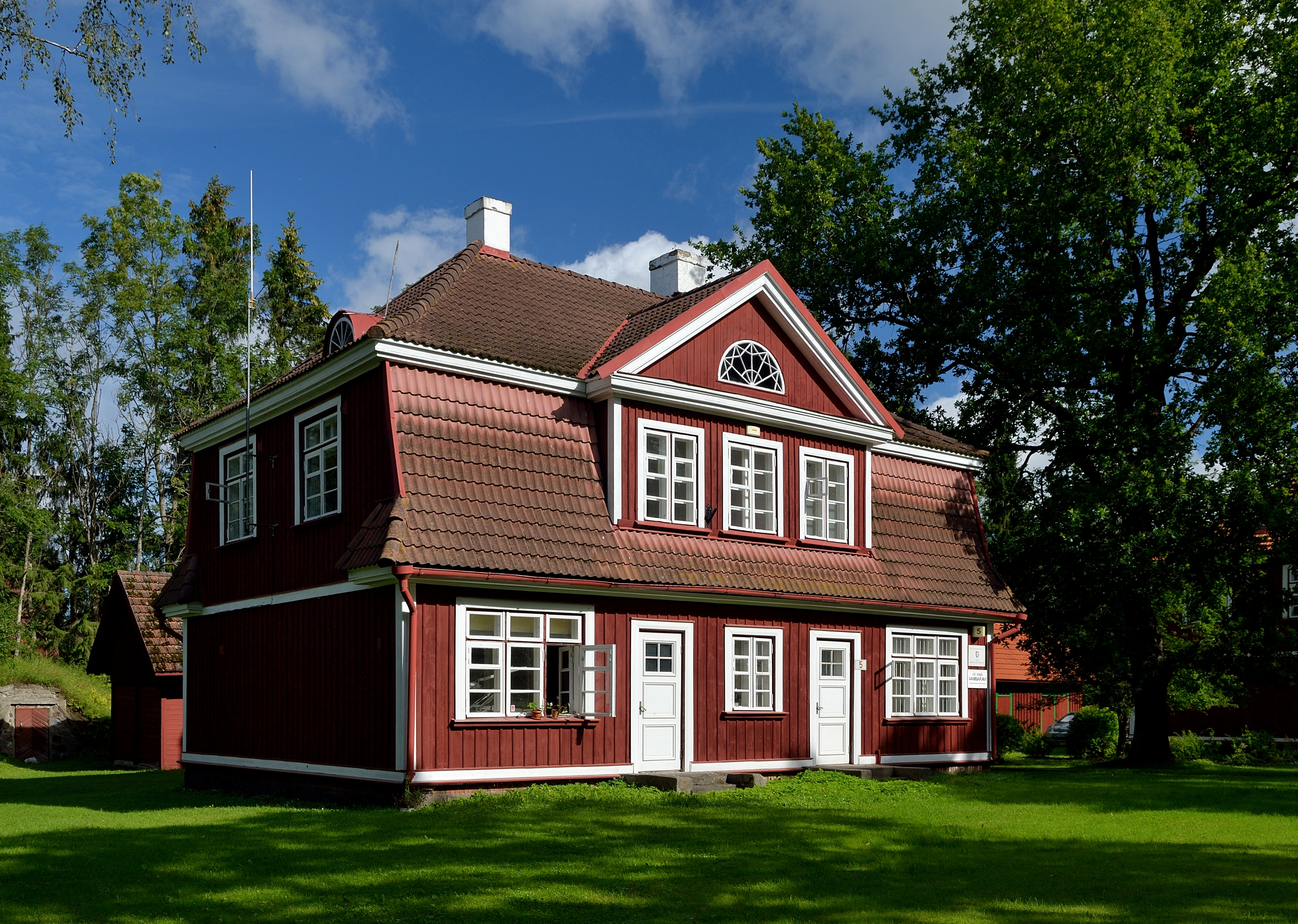
Maison au 5 rue Paide à Sindi.
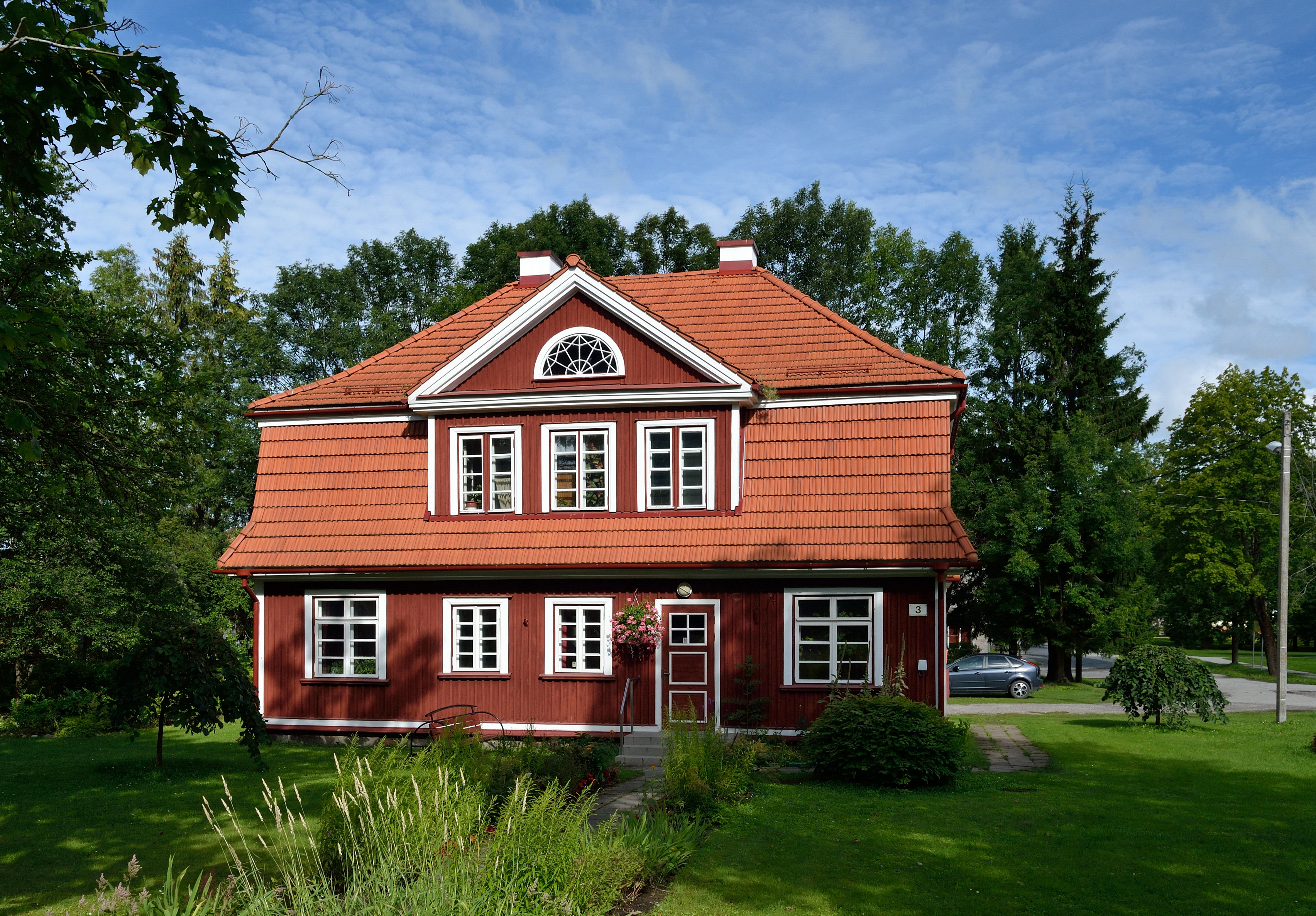
Maison au 3 rue Paide à Sindi
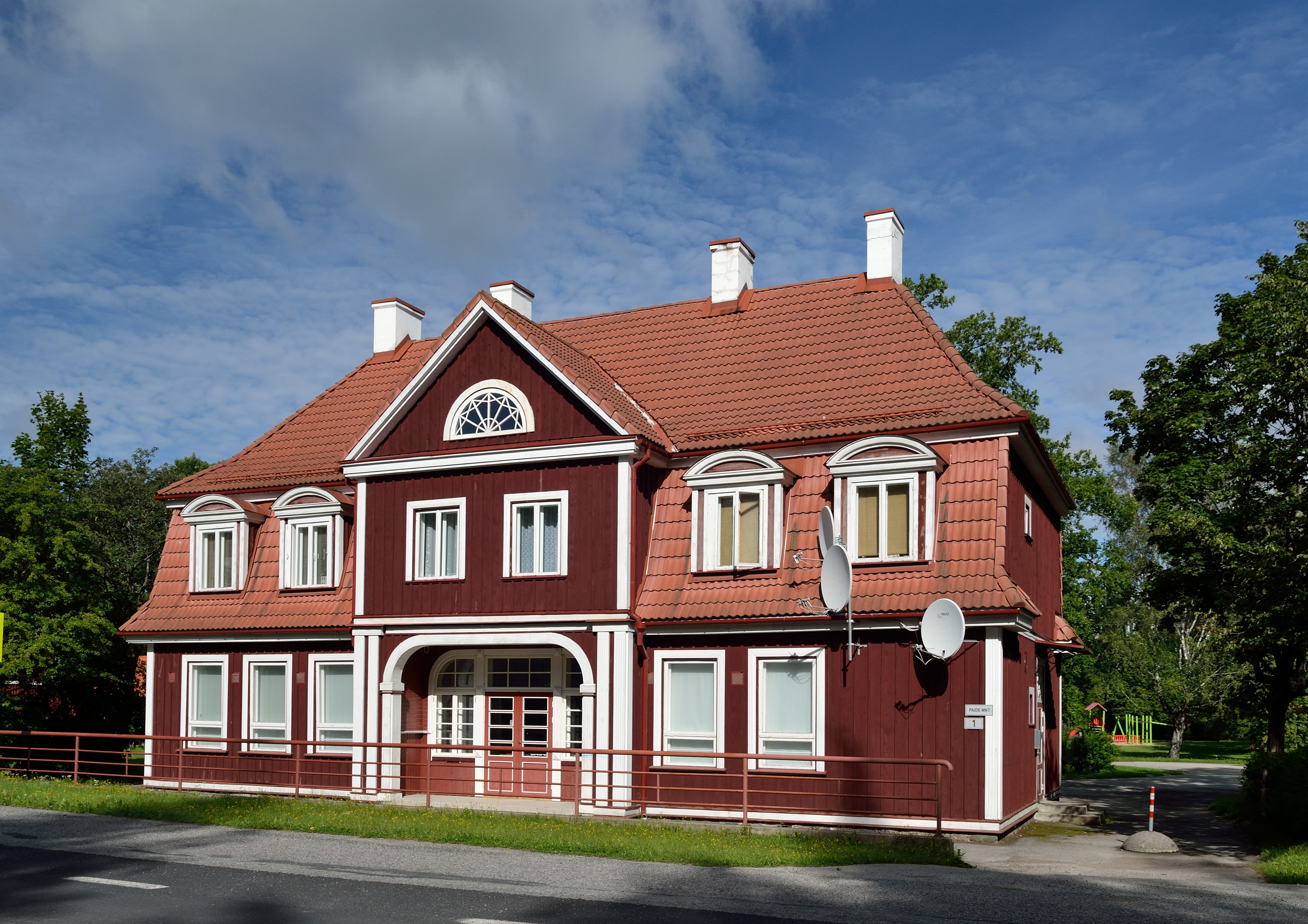
Gare ferroviaire de Sindi.